# Dżewdet Szainowski
Dżewdet Szainowski (mac.: Џевдет Шаиновски; ur. 8 czerwca 1973 w Ochrydzie) – macedoński piłkarz występujący na pozycji pomocnika.

## Kariera klubowa
Szainowski karierę rozpoczynał w 1992 roku w zespole FK Tikwesz. Następnie grał w Wardarze Skopje, a w 1997 roku przeszedł do holenderskiego NEC Nijmegen. W Eredivisie zadebiutował 26 października 1997 w wygranym 4:2 meczu z FC Utrecht. 10 maja 1998 w wygranym 2:0 pojedynku z Feyenoordem zdobył pierwszą bramkę w Eredivisie. Graczem NEC był przez dwa sezony.
W 1999 roku Szainowski odszedł do niemieckiego Hannoveru 96, grającego w 2. Bundeslidze. Zadebiutował w niej 15 maja 1999 w przegranym 2:3 spotkaniu z Tennis Borussią Berlin. W Hannoverze spędził sezon 1999/2000. Następnie występował w duńskim Farum BK. W sezonie 2001/2002 awansował z nim z drugiej ligi do pierwszej. W 2003 roku Farum BK zmienił nazwę na FC Nordsjælland, a Szainowski grał tam do końca sezonu 2003/2004.
Potem występował jeszcze w szwedzkim trzecioligowcu Malmö Anadolu BIF, a także duńskich drużynach Ølstykke FC (II liga) oraz AB70. W 2007 roku zakończył karierę.

## Kariera reprezentacyjna
W reprezentacji Macedonii Szainowski zadebiutował 12 marca 1997 w przegranym 0:1 towarzyskim meczu z Australią. 29 września 1998 w zremisowanym 2:2 towarzyskim pojedynku z Egiptem strzelił swojego pierwszego gola w kadrze. W latach 1997–2002 w drużynie narodowej rozegrał 25 spotkań i zdobył 2 bramki.